# Bors (Canton de Baignes-Sainte-Radegonde)
Bors(Canton de Baignes-Sainte-Radegonde) (ook Bors-de-Baignes genaamd) is een gemeente in het Franse departement Charente (regio Nouvelle-Aquitaine) en telt 132 inwoners (2004). De plaats maakt deel uit van het arrondissement Cognac.

## Geografie
De oppervlakte van Bors(Canton de Baignes-Sainte-Radegonde) bedraagt 11,9 km², de bevolkingsdichtheid is 11,1 inwoners per km².
De onderstaande kaart toont de ligging van Bors (Canton de Baignes-Sainte-Radegonde) met de belangrijkste infrastructuur en aangrenzende gemeenten.

## Demografie
Onderstaande figuur toont het verloop van het inwonertal (bron: INSEE-tellingen).

Vanwege een beveiligingsprobleem met de MediaWiki Graph-software is het momenteel niet mogelijk deze grafiek weer te geven. Zodra de software is bijgewerkt zal de grafiek vanzelf weer zichtbaar worden.
1. ↑  Populations de référence 2022.